# Santuario de la Virgen del Monte (Bolaños de Calatrava)
El Santuario de la Virgen del Monte es un complejo de ermitas en el que se venera a la imagen mariana de la Virgen del Monte, en el municipio de Bolaños de Calatrava (Ciudad Real). Consta de una primitiva del siglo XIII y otra posterior de finales del siglo XIX y principios del XX. El actual recinto del santuario se ubica en la antigua "Dehesa de la Moheda" perteneciente en tiempo de las órdenes militares a la Orden de Calatrava donde se celebra desde tiempo inmemorial la popular romería de la Virgen del Monte.

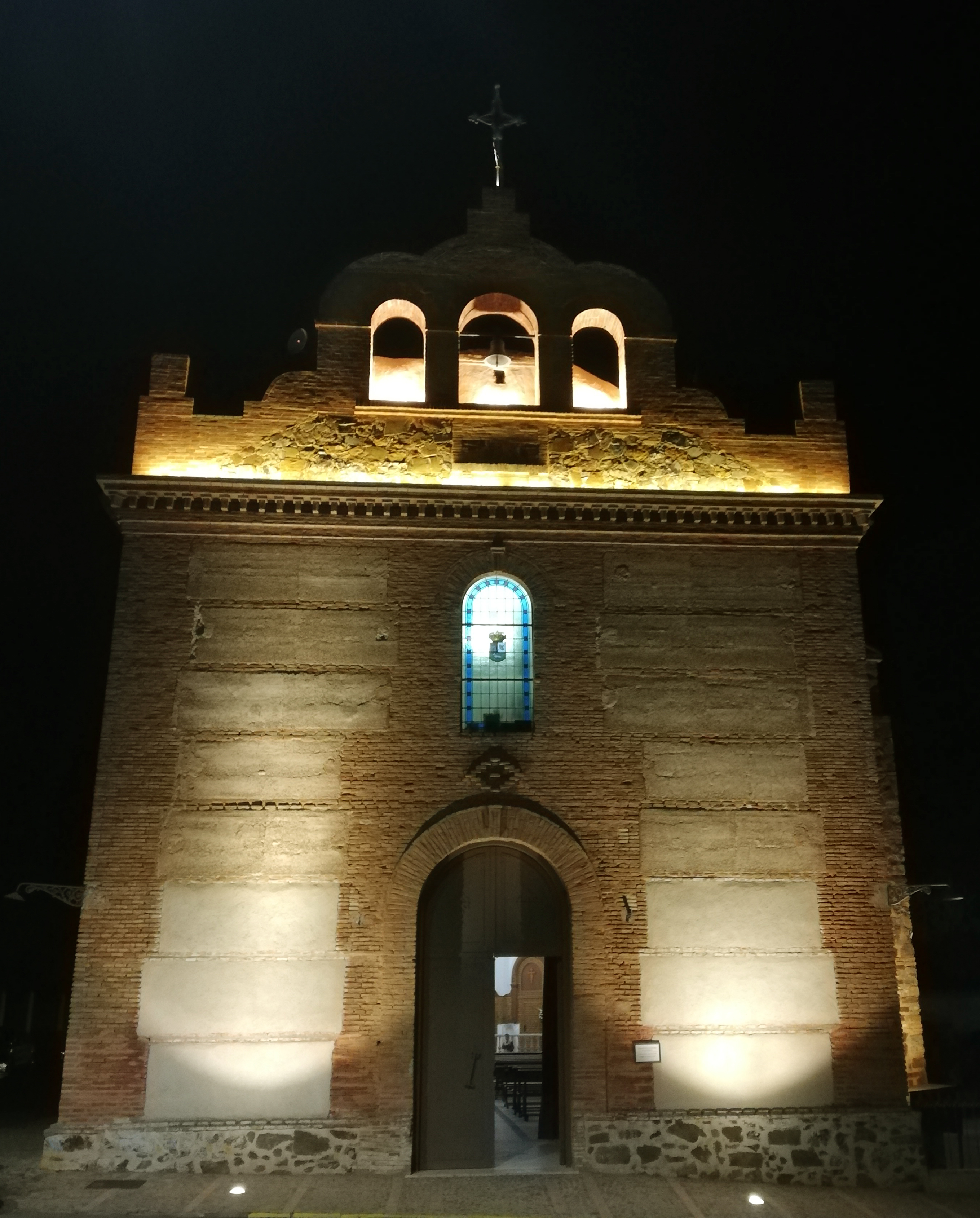
Ermita Grande

## La ermita "románico/mudéjar"

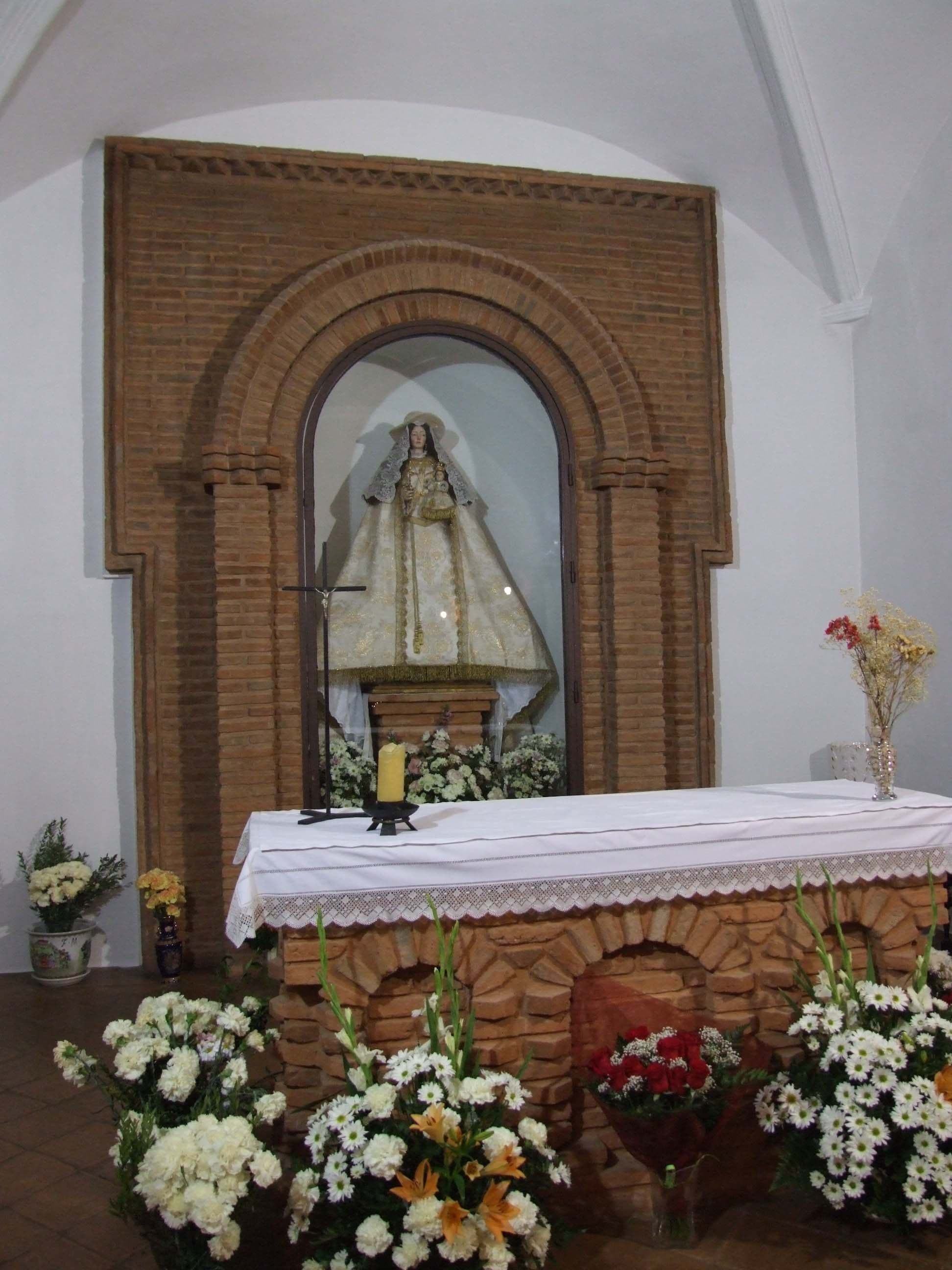
Altar de la Virgen del Monte en la ermita "románico mudéjar"

Fue construida en el siglo XIII tras el avance cristiano en la reconquista a los musulmanes que culminó en la batalla de las Navas de Tolosa. La ermita probablemente fuese construida por la Orden de Calatrava sobre restos visigodos. Se accede por unos soportales de traza típica manchega, adosados al muro Sur. Se entra por una puerta enmarcada por un arco de medio punto rebajado, de ladrillo de barro cocido, que da a la nave que es de planta rectangular, cubierta por una bóveda de medio cañón con lunetos ciegos a modo de vanos termales y que lleva pintadas las cruces de las órdenes militares de Montesa, San Juan y Santiago, a lo largo de la bóveda. La nave desemboca en el presbiterio de planta cuadrangular, que fue la ermita originaria, que se cubre con una bóveda de arista nervada con un medallón en el centro en el que se halla pintada la cruz de Calatrava. En este espacio se encuentra una hornacina donde está entronizada la patrona de Bolaños de Calatrava, la Virgen del Monte.
La originaria ermita (presbiterio) fue construida en el siglo XIII y aunque no se puede enmarcar propiamente dentro del estilo rómanico, ya que éste se dio en territorio cristiano, (hemos de recordar que hasta 1212 los musulmanes habitaron esta zona). La ermita recoge ciertos rasgos propios de este estilo como la predominancia del muro frente al vano, estos son de gran grosor, construidos a doble pared. A ello se le incorporan elementos de la arquitectura mudéjar como el empleo del ladrillo o el yeso. Al ir aumentando el culto con el paso de los años, se amplió en el siglo XV con la nave. En la reforma de 1980 se encontraron bajo el suelo de la nave dos tumbas de niño y, en el presbiterio, cuatro pocetas de piedra cuarcítica. El siglo XX fue el que trajo las modificaciones más relevantes en el pequeño templo al que desgraciadamente se le suprimió el campanarío y el atrio que poseía a la entrada y se le adhirieron por el lado norte, este y oeste una serie de estancias que modificaron por completo la estructura originaria, entre estas estancias se encuentra la Casa del Santero, organizada en torno a un patio central empedrado y con galería típica manchega realizada en forja.

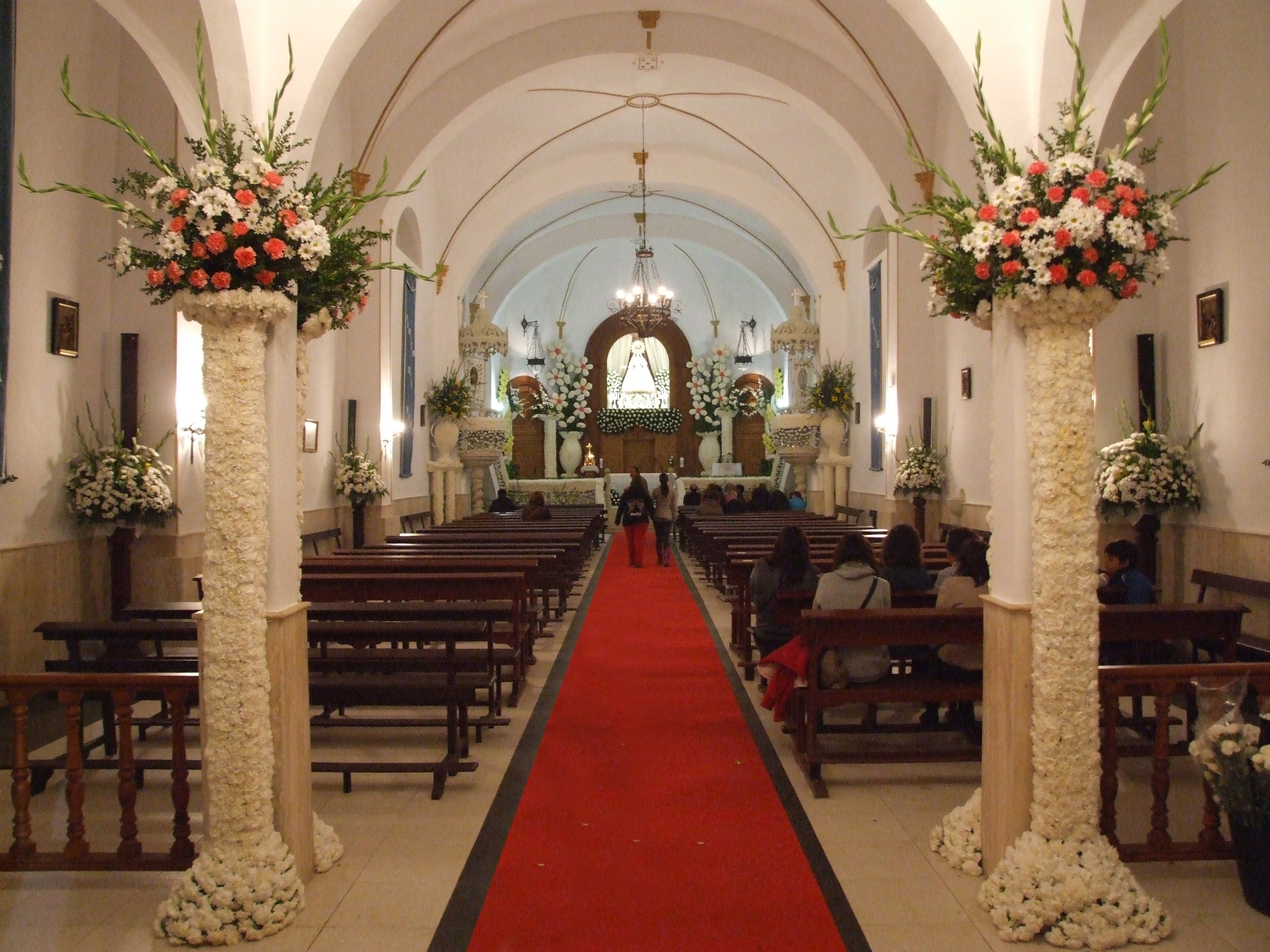
La ermita grande de la Virgen del Monte ornamentada para la romería del año 2013

## La ermita grande
Aunque es conocida como “ermita”, realmente es una iglesia. Tiene planta de una sola nave muy elevada, cubierta por bóvedas de arista en cada uno de sus irregulares tramos, y cabecera poligonal. Cabe destacar de su interior, el camarín de la Virgen, donde se expone el ajuar más antiguo de la imagen y algunos valiosos objetos de interés, el coro, que posse una de las colecciones más importantes de exvotos de Castilla-La Mancha, como fotografías, pelo natural, miembros de cera, etc., que datan desde finales del siglo XIX, y los peculiares púlpitos que enmarcan el presbiterio.
La ermita grande de  Nuestra Señora del Monte es obra del maestro Juan Ramón Naranjo y se empezó a construir por el propio pueblo en 1904. Sus rasgos exteriores muestran las características propias de la arquitectura industrial y funcional de principios del s, XIX. Una nave sencilla, amplia y desornamentada, que pudiera dar cabida a la multitud de romeros que la pequeña ermita no podía recoger. Es muy interesante visitar está ermita el último domingo de abril, festividad de la Virgen, o los días posteriores, ya que puede verse el enorme ornato floral que se coloca, cubriendo el Altar Mayor, la barandilla del presbiterio y los púlpitos, con miles de claveles blancos que magnifican la imagen de la Virgen, convirtiéndose en una original y poco típica forma de decoración.

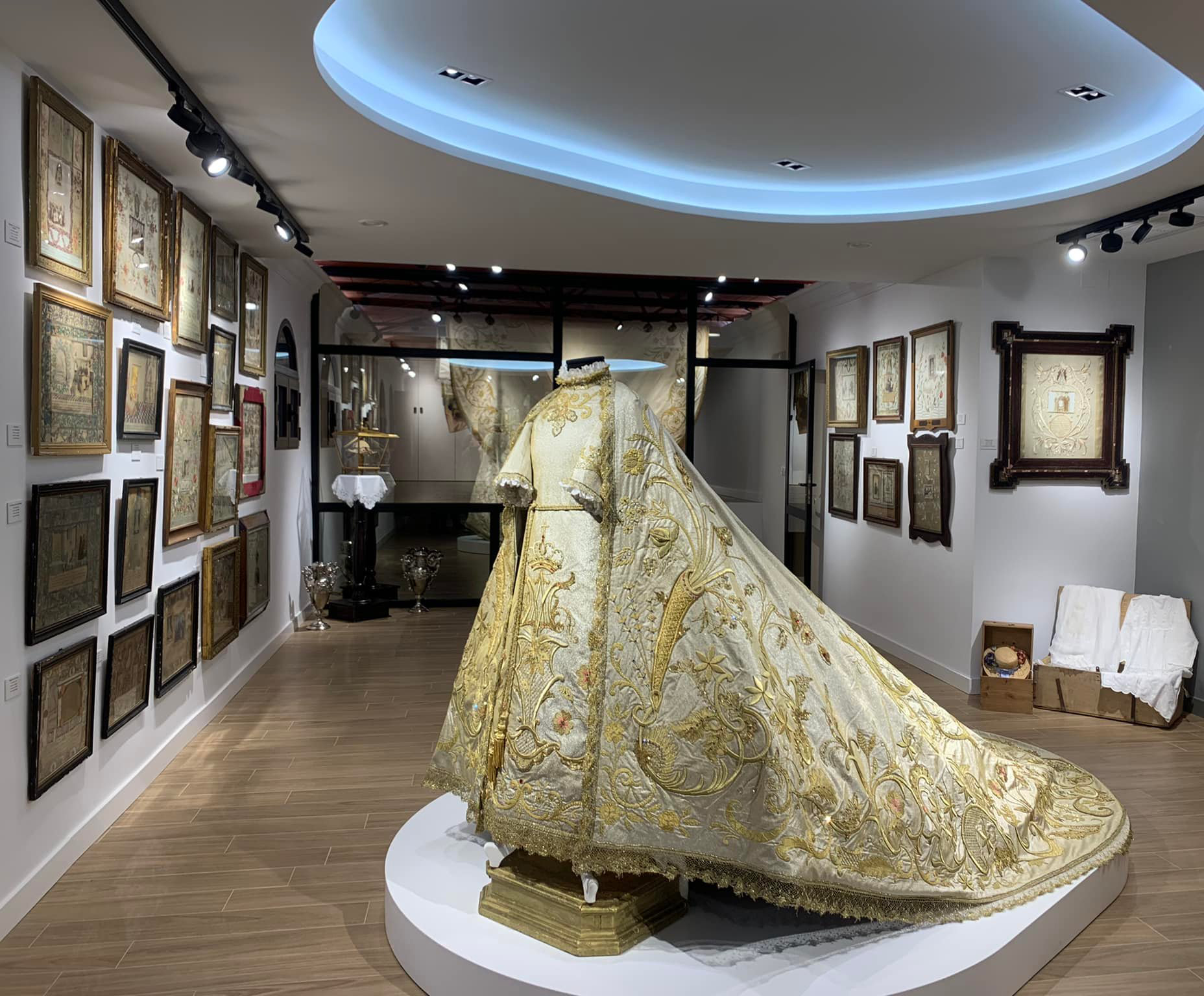
Exvotos y manto en el museo de la Virgen tras la remodelación de 2022.

## El museo
El Museo de la Virgen del Monte es un espacio dedicado a la exposición del patrimonio de la imagen. En él se puede ver parte del ajuar de la imagen, paños de altar, piezas de orfebrería, objetos donados y elaborados por los fieles, exvotos, cartelería, las cruces de los pastores, también otros objetos curiosos como la caja de carne de membrillo donde se salvaguardó el niño de la Virgen durante parte de la Guerra Civil Española o el cajón en el que se guardaban los trajes de la virgen (en los carros) durante su transporte desde el pueblo al santuario y viceversa.

## El paraje

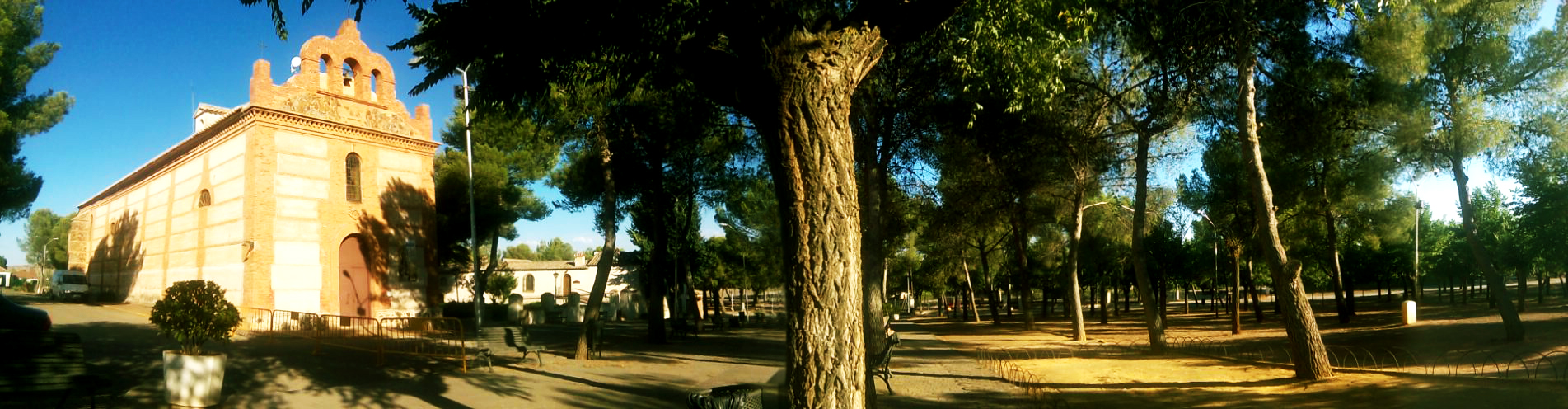
Panorámica de la ermita desde el pozo de la Virgen

El recinto del santuario se encuentra en una parcela de 16 fanegas y un celemín (14 hectáreas) de terreno en el pequeño valle que forman los promontorios de Chozo de Barro, Las Zorreras, Los Calares y el Cerrillo de la Cruz; al sur encontramos la Sierra de Moral de Calatrava y al este, Sierra Pelada. Además de ser un importante foco de peregrinación en La Mancha principalmente en la romería Virgen del Monte es también un área de recreo y esparcimiento por sus amplias alamedas. Principalmente en la parte norte del santuario, se ha desarrollado un núcleo urbano que es utilizado como segunda residencia para muchos vecinos de Bolaños de Calatrava, pues por sus características naturales, su dotación de servicios y su tranquilidad, se le considera un lugar idóneo para combatir la rutina diaria, y disfrutar de los periodos estivales y fines de semana. El paraje de la Virgen del Monte está surcada por el arroyo de los Cuetos, aunque está seco prácticamente durante todo el año. En él se ubica también una ermita de San Isidro Labrador patrón de los agricultores.

## Bibliografía consultada

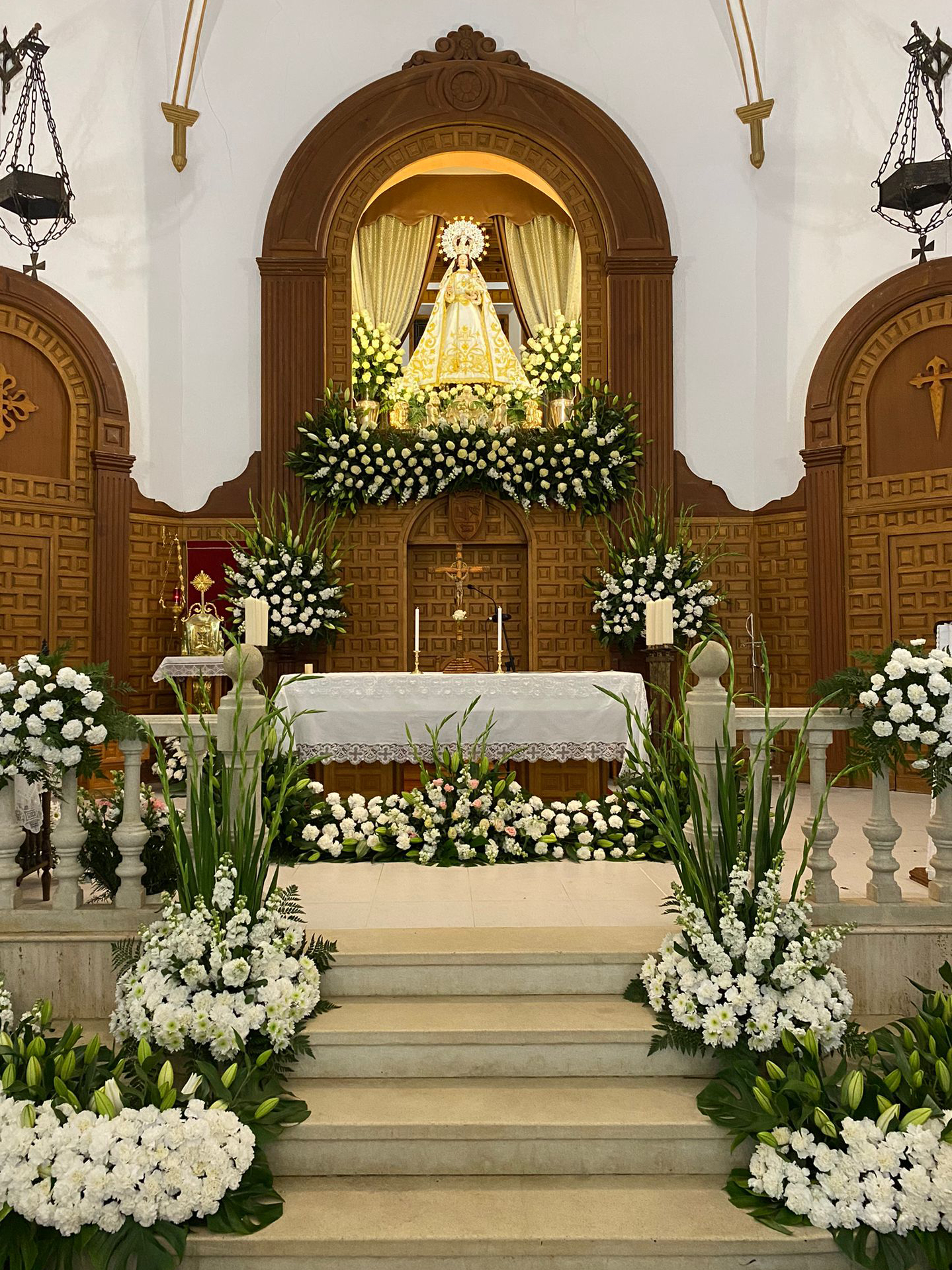
Altar mayor de la ermita durante los cultos del año 2021 que por la pandemia estaban prohibidos los actos multitudinarios

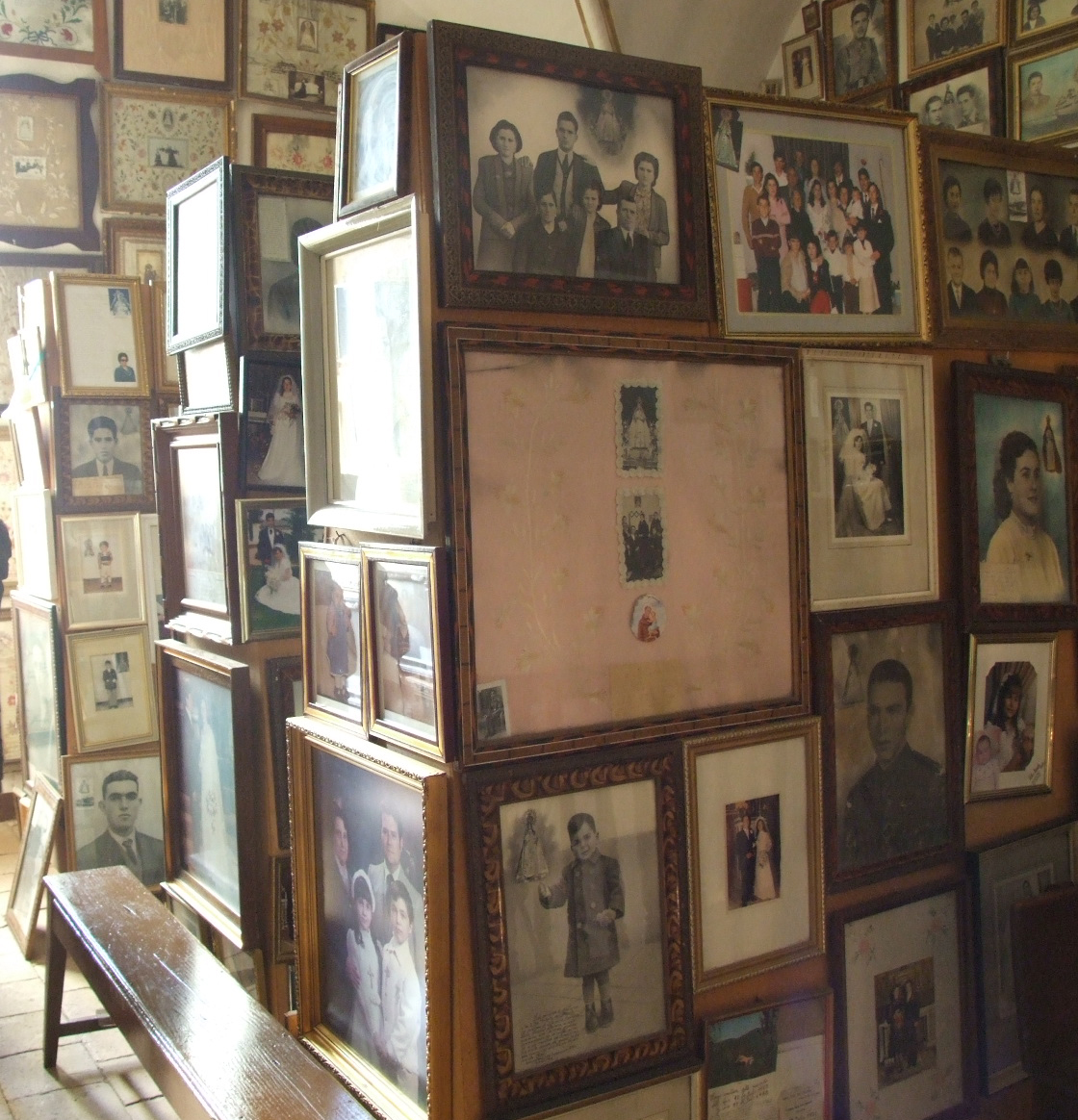
Colección de exvotos del Santuario del Monte.